# Wilhelm Bergemann
Wilhelm Bergemann (6 de Abril de 1920 - ) foi um comandante de U-Boot que serviu na Kriegsmarine durante a Segunda Guerra Mundial.